# Humedales de Villa María

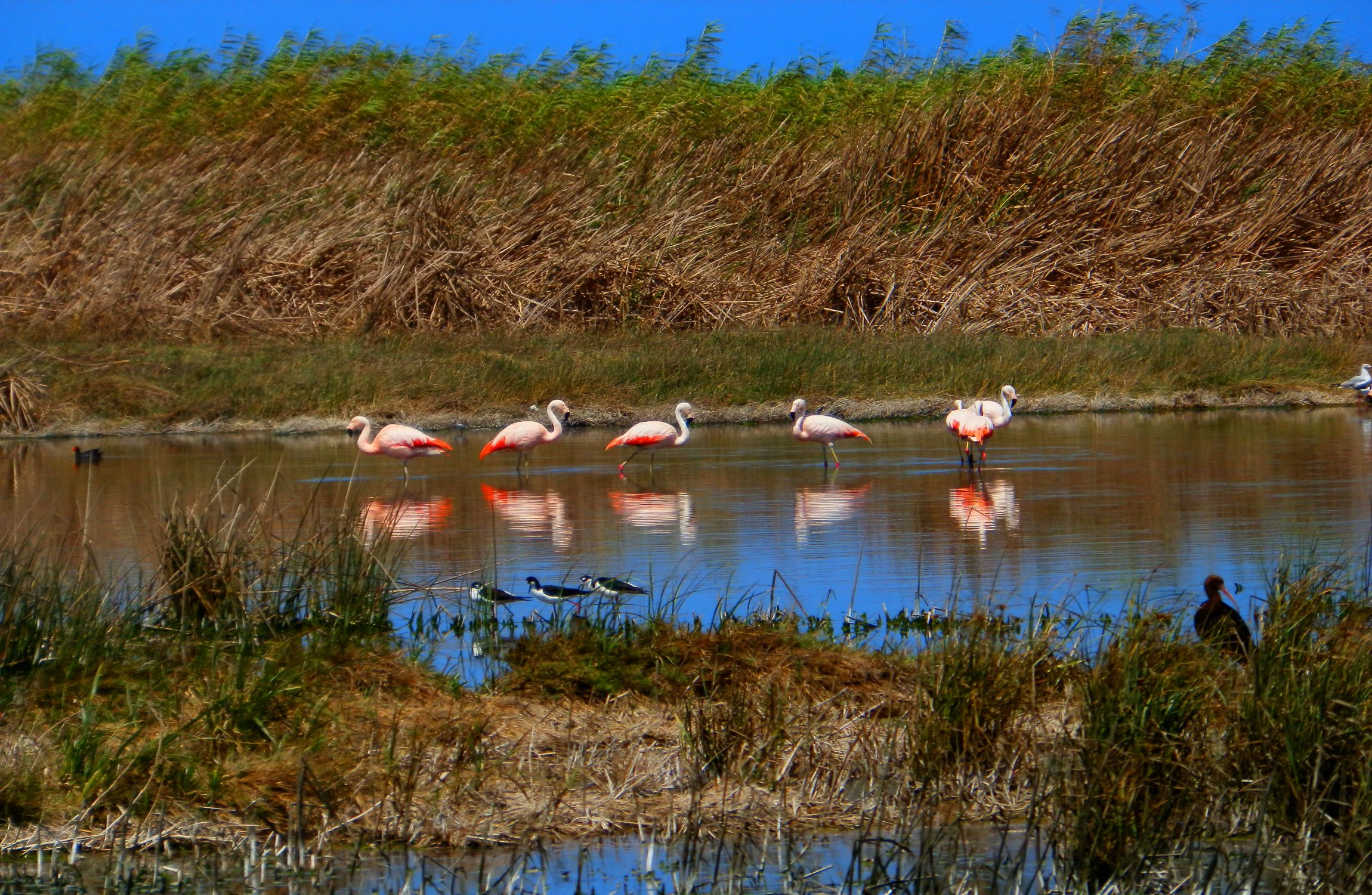
Grupo de flamencos captados el 31 de octubre del 2021 alimentándose en los humedales de Villa María ubicado en Chimbote.

Los humedales de Villa María, también llamados los pantanos de Villa María, el cual constituye un ecosistema ubicado en la parte baja del valle del río Lacramarca, emplazados entre los distritos de Chimbote y Nuevo Chimbote, en la provincia del Santa en el departamento de Áncash.
El humedal, se encuentrá conformado por eun ecosistema marino-costero templado, el cual se encuentra arraigado a la filtración permanente que realizá el río Lacramarca.

## Ubicación
Se encuentra entre los distritos de Chimbote y Nuevo Chimbote, en el área comprendida entre los límites de la Av. Portuaria, la futura Vía Expresa, el Océano Pacífico y la Prolongación de la Av. Los Pescadores, con una extensión de 1192 Has.
La Autoridad Nacional del Agua (ANA) estima que la extensión del humedal costero de Villa María es de un aproximado de 12 173 hectáreas, con un 0.15% del total del país.

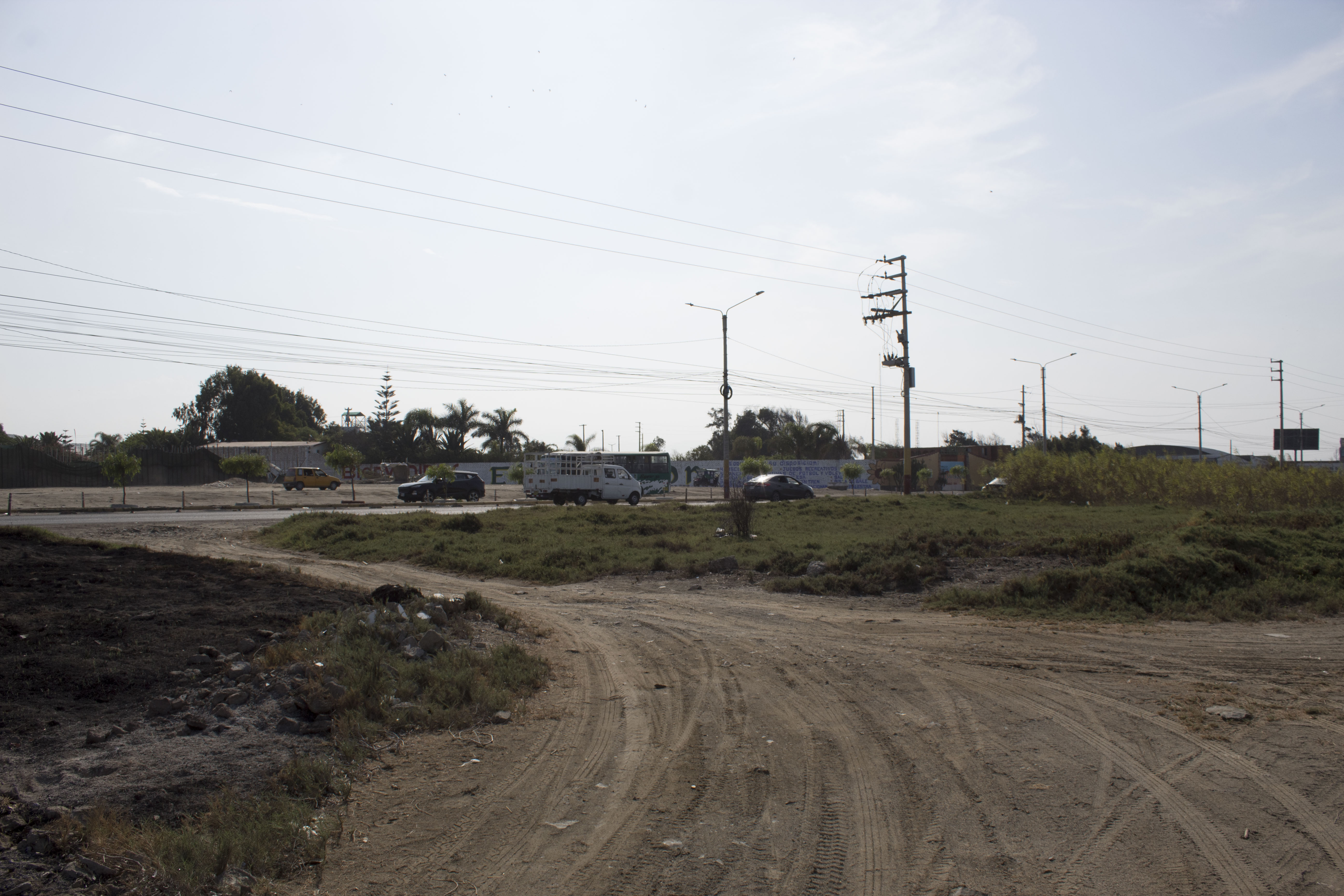
Ingreso a los humedales, por el lado colindante del Mega Plaza por la Avenida Pardo. Fecha: 21 de marzo de 2024.

## Flora y fauna

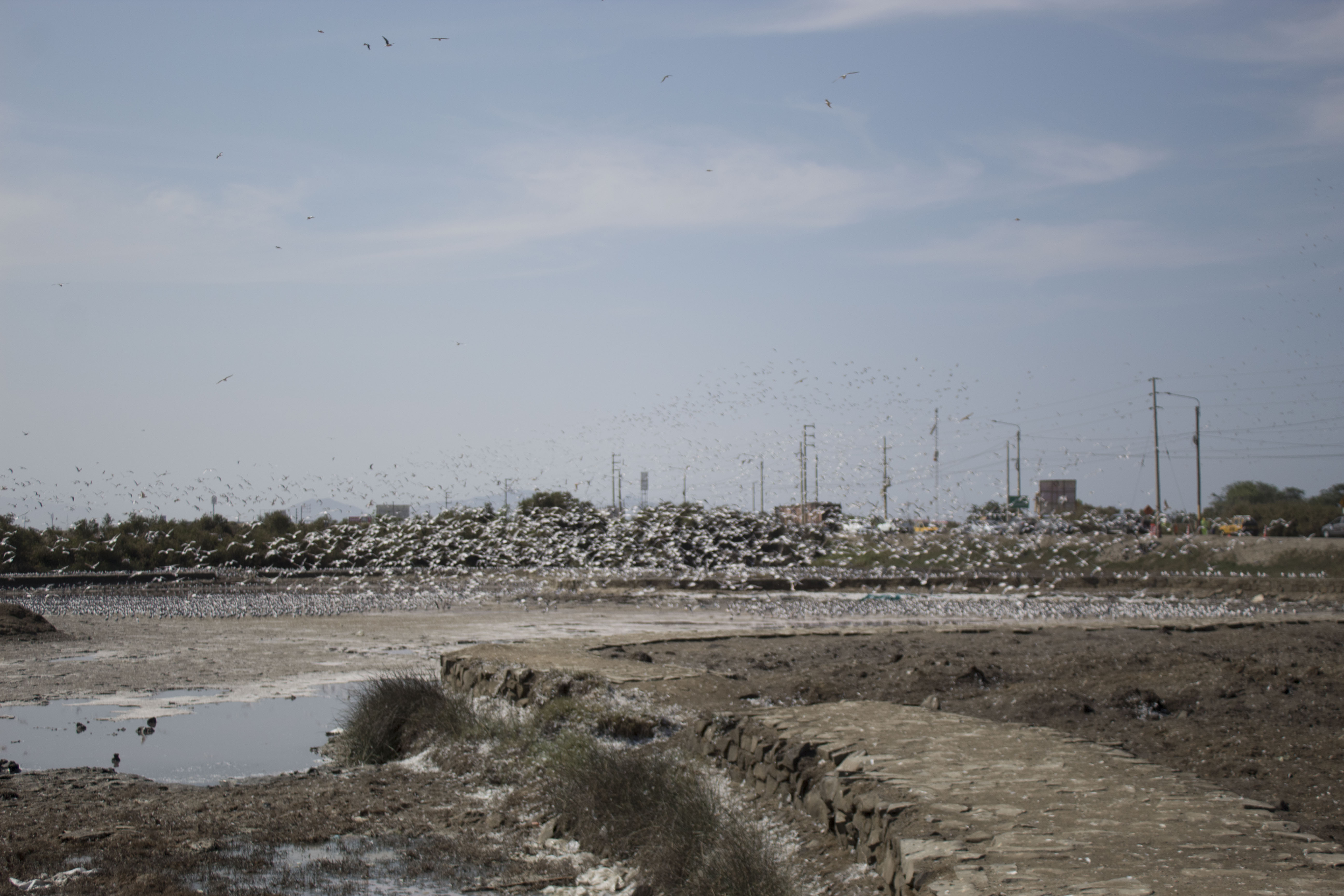
Fotografía en el humedal de Villa María, entre las dos carreteras. Fecha: 21 de marzo de 2024.

Se han identificado en el lugar 186 especies de plantas, una de anfibio, 11 de peces, 129 de invertebrados y 94 de aves.
Asimismo, se consideran aves emblemáticas del humedal la Casmerodius albus (garza blanca grande), Florida caerulea (garza azul), Anas cyanoptera (pato colorado), Himantopus himantopus (cigüeñela) y Gallinulla chloropus (polla de agua). Respecto a su flora, cuenta con recursos forestales (totora, carricillo junco), peces (monengue, lisa, molí negro), camarones, plantas alimenticias, medicinales, forraje (grama salada, junco) y agua (lagunas, acuífero, río).

## Importancia
La existencia de este ecosistema es una fuente de una gran diversidad biológica. Además, regula el ciclo del agua y el clima, depura las aguas subterráneas, provee de recursos naturales para la población (totora y junco) y promueve el atractivo turístico de la ciudad. Mediante la Resolución Ministerial N° 717-75 ORDEZA el 3 de octubre de 1975, se declaró área intangible las zonas pantanosas de Villa María y otras zonas, con el propósito de generar un gran pulmón verde en el Cono Sur.

## Estado de conservación
Los humedales de Villa María se ven afectados por las actividades humanas, tales como: el arrojo de basura, la descarga de efluentes de desagüe, la elaboración artesanal de harina de pescado en áreas del recurso natural, el asentamiento de casas alrededor de los humedales, el arrojo de aceite de pescado y la quema de vegetación.